# 私の遍歴時代
『私の遍歴時代』（わたしのへんれきじだい）は、三島由紀夫の自伝・回想録。17歳から26歳までの文学的遍歴や作家としての歩みを、38歳の時点で振り返った随筆である。戦時中の学習院中等科時代から、戦後の文壇での新人時代、太宰治などとの逸話、『仮面の告白』発表、初の世界一周旅行（詳細は旅行記『アポロの杯』を参照）帰国までの歩みを、自身の一つの区切りの「遍歴時代」として、その軌跡を様々なエピソードを織り交ぜながら綴っている。三島文学の形成を知る上で重要な回想録であり、太宰治とのエピソードなども昭和文学史において貴重な資料となっている。
この回想録でのいくつかのフレーズは、三島を題材にした映画『Mishima: A Life In Four Chapters』の緒形拳扮する三島の回想部分の語りとして使われている。

## 発表経過
1963年（昭和38年）、『東京新聞』夕刊の1月10日から5月23日まで（週1回）、20回連載された。単行本は翌年1964年（昭和39年）4月10日に講談社より刊行された。

## 内容
学習院中等科の恩師・清水文雄を通じて出会った日本浪曼派の保田與重郎や、『文藝文化』の同人周辺の人々（林富士馬、富士正晴など）との出会いと戦時下での『花ざかりの森』の刊行、戦後の川端康成との繋がり、太宰治との対面のエピソード、小田切秀雄、田中英光、マチネ・ポエティクの作家、戦後派作家（椎名麟三、野間宏、埴谷雄高など）の印象、『仮面の告白』執筆時の心境や、初の1幕物の戯曲『火宅』の上演、加藤道夫との出会いとその死のこと、初の世界旅行へ向かう船上での「太陽」との出会いから帰国に到るまでの心境などが大まかに綴られ、38歳となった自身の心境から当時の自分を振り返えりつつ分析している。

## 評価・研究
『私の遍歴時代』は、三島の自伝エッセイとして貴重な資料であるが、発表当時も「どんな作家論よりも、正確に、三島由紀夫の形成の秘密を語っている」という新聞の書評がなされ、小説ではないが、他の作家や評論家から多くの関心が寄せられている。
高橋和巳は、『私の遍歴時代』で語られている小田切秀雄から日本共産党への入党を勧誘された話（人生で最も嬉しかった誘い話と三島は本文中で回顧している）や、太宰治や保田与重郎との対面の話に、「常になにほどかの相互誤解でしかありえない人間関係の一瞬のすれちがいが啓示する人生の意味」や、「構成的な意義付けの世界からこぼれ落ちておりながら、こぼれ落ちたエピソードのみがもつことのできる、微苦笑の真理」を読み取り、特に太宰治との対話は、「後の世にも昭和文学史の大きなページを占めるだろう」と解説している。
埴谷雄高は、三島が、埴谷の世代や中村真一郎の世代と違っているのは、「戦中、戦後の二つの混沌たる時代に跨った三島由紀夫が、死に向かっても美に向かっても、不逞なパラドックスと正論を巧妙に組み合わせた異常なほど強靭なエネルギイに充ちた不思議さを同時に備えている点」にあると述べている。清水信は、「感受性の重さで背を曲げた一個の肉体を感じる」とし、「その感受性をいためつける残酷史」として、三島のエッセイを「私たちはまた愛する」と評している。
大江健三郎は『私の遍歴時代』について以下のように評している。
田中美代子は『私の遍歴時代』で語られている戦後の前半期について、その時代の青年たちは、「ツギの当ったシャツや穴のあいたセーターで、日本の未来を托され、渾身の力で」働き、作家は「人々を唱導し、啓発」する「時代精神の中枢」的な存在、「魂の専門家」であったとし、そんな時代に正に生きていた作家・三島由紀夫の「文学の社会的使命」は「神聖」であり、その心構えは並大抵のものでなかった述べつつ、〈私の遍歴時代〉というタイトルにも「文学を修業とすること」と「人間的成長や人格の完成を目指すこと」が結びついている時代背景がうかがえるとして、以下のように解説している。

## おもな収録刊行本

### 単行本
- 『私の遍歴時代』（講談社、1964年4月10日） NCID BN08538672
  - 装幀：栃折久美子。題字：三島由紀夫。紙装。フランス装。機械函。266頁
  - 函（裏）に、大江健三郎「最も魅力的な三島由紀夫神話」
  - 収録作品：
    - ［I］ 「私の遍歴時代」「八月二十一日のアリバイ」「この十七年の“無戦争”」
    - ［II］ 「谷崎潤一郎論」「現代史としての小説」「わが創作方法」「『純文学とは？』その他」「変質した優雅」「俳句と孤独」「川端康成氏と文化勲章」「久保田万太郎氏を悼む」「一冊の本『ドルヂェル伯の舞踏会』」「魔的なものの力」「極限とリアリティー」「『花影』と『恋人たちの森』」「青春の荒廃」「アメリカ版大私小説」「爽快な知的腕力」「現代偏奇館」「デカダンスの聖書」「終末観と文学」
    - ［III］ 「天下泰平の思想」「利用とあこがれ」「堀江青年について」「法律と文学」「夜の法律」「春先の突風」「私の中の“男らしさ”の告白」「服装について」「『ホリデイ』誌に招かれて」「贋作東京二十不幸」
    - ［IV］ 「踊り」「ジャン・コクトーの遺言劇」「軽金属の天使」「コクトーの死」「『狂った年輪』をみて」「細江英公序説」「『薔薇刑』体験記」「ダリ『磔刑の基督』」「残酷美について」「オペラという怪物」「小沢征爾の音楽会をきいて」「冷血熱血・小坂＝オルチス」「未知への挑戦・海老原＝ポーン」「前衛舞踊と物との関係」「『ブリタニキュス』のこと」「発光体の思想」「『黒の悲劇』の悲劇性」「ロマンチック演劇の復興」「カブキはどうなるか」「文学座諸君への『公開状』」
- 文庫版『太陽と鉄』（講談社文庫、1971年12月15日）
  - カバー装幀：亀倉雄策。解説：田中美代子。年譜作成：久保田芳太郎
  - 収録作品：「太陽と鉄」「エピロオグ――F104」「私の遍歴時代」
  - ※ のちにカバー改装：横山明、依岡昭三
- 文庫版『太陽と鉄』（中公文庫、1987年11月10日）
  - カバー装幀：宮田雅之。解説：佐伯彰一。
  - 収録作品：「太陽と鉄」「エピロオグ――F104」「私の遍歴時代」
- 文庫版『私の遍歴時代――三島由紀夫のエッセイ1』（ちくま文庫、1995年4月24日） 
  - 装幀：安野光雅。カバー装画：山本容子。カバーデザイン：渡辺和雄
  - 解説：田中美代子「まだ文学が神聖だった頃」
  - 収録作品：「わが思春期」「私の遍歴時代」「師弟」「高原ホテル」「学生の分際で小説を書いたの記」「わが魅せられたるもの」「作家と結婚」「母を語る」「ぼくはオブジェになりたい」「小説家の息子」「実感的スポーツ論」「私の遺書」「私のきらいな人」「男の美学」「雪」「独楽」
- 『三島由紀夫文学論集 II 』虫明亜呂無編（講談社文芸文庫、2006年5月10日）
  - 装幀：菊地信義。解説：橋本治「肉体と身体と実体等について」
  - 収録作品：「裸体と衣裳」「アポロの杯――パリ」「ジョルジュ・バタイユ『エロチシズム』」「陶酔について」「個性の鍛錬場」「ナルシシズム論」「『純文学とは？』その他」「余暇善用」「私の遍歴時代」
- 文庫版『太陽と鉄・私の遍歴時代』（中公文庫、新装版2020年1月）
  - カバー：三島の肖像写真。解説：佐伯彰一
  - 収録作品：「太陽と鉄」「エピロオグ――F104」「私の遍歴時代」「三島由紀夫最後の言葉」（聞き手・古林尚）

### 全集
- 『三島由紀夫全集 30巻（評論VI）』（新潮社、1975年10月25日）
  - 装幀：杉山寧。四六判。背革紙継ぎ装。貼函。
  - 月報：石原慎太郎「緊張の中の三島由紀夫」。《評伝・三島由紀夫30》佐伯彰一「三島由紀夫以前（その6）」。《三島由紀夫論5》田中美代子「理性の英雄」。
  - 収録作品：昭和35年9月から昭和38年4月の評論118篇。
  - ※ 同一内容で豪華限定版（装幀：杉山寧。総革装。天金。緑革貼函。段ボール夫婦外函。A5変型版。本文2色刷）が1,000部あり。
- 『決定版 三島由紀夫全集 32巻 評論7』（新潮社、2003年7月10日）
  - 装幀：新潮社装幀室。装画：柄澤齊。四六判。貼函。布クロス装。丸背。箔押し2色。
  - 月報：戌井市郎「三島さんとの十年」。持丸博「楯の会と論争ジャーナル」。［思想の航海術7］田中美代子「『ロマンチックの病ひ』について」
  - 収録作品：昭和37年1月から昭和39年3月まで（連載物は初回が）の評論148篇。「終末観と文学」「現代史としての小説」「第一の性」「私の遍歴時代」「林房雄論」「小説家の息子」「芸術断想」ほか